# ADrive
ADrive es un servicio de alojamiento de archivos multiplataforma en la nube, operado por la compañía ADrive LLC. El servicio permite a los usuarios almacenar y sincronizar archivos en línea así como realizar copias de seguridad en línea. pero no visualizar ni editar los ficheros cargados.
El servicio de disco duro virtual es compatible con Windows, Linux y Mac.
Existen diferentes versiones gratuitas y de pago. Las cuentas gratuitas permiten a los usuarios disponer a través de un navegador web de 50 GB de almacenamiento en sus servidores, lo que lo convierte en el servicio que ofrece mayor espacio de almacenamiento gratuito; por encima de OneDrive, Google Drive, y otros. Las versiones de pago permiten nuevas funciones como son WebDAV, el soporte 24/7, la encriptación SSL, el sistema de FTP y la recuperación de versiones anteriores de un archivo.

## ADrive Desktop
En febrero de 2009, la empresa ADrive LLC lanzó ADrive Desktop, un servicio únicamente disponible para las versiones de pago. Es una aplicación de escritorio que permite a los usuarios subir, descargar y sincronizar archivos desde el ordenador a su cuenta. ADrive Desktop está desarrollado por Adobe AIR.